# Гарі (смт)
Га́рі (рос. Гари) — селище міського типу, центр Гаринського міського округу Свердловської області.
Населення — 2472 особи (2010, 3186 у 2002).
Національний склад населення станом на 2002 рік: росіяни — 50 %.